# Kościół św. Wincentego à Paulo w Bądkowie Kościelnym
Kościół św. Wincentego à Paulo w Bądkowie Kościelnym – rzymskokatolicki kościół parafialny w Bądkowie Kościelnym, w powiecie płockim, w województwie mazowieckim. Funkcjonuje przy nim parafia św. Szczepana.

## Historia
Parafię we wsi najprawdopodobniej erygował biskup Wit z Chotela w 1190. W 1251 miejscowość otrzymał zakon benedyktynów z Płocka. W 1366 odnowiono dokument erekcyjny, czego dokonał biskup Mikołaj Sówka z Gulczewa. Z zapisu wizytacyjnego (1597) wynika, że świątynia pod wezwaniem św. Stefana była wówczas drewniana i umieszczone w niej były trzy ołtarze. Kościół ten spłonął w 1641. Około 1644 wybudowano nową świątynię, a inicjatorem jej powstania był ksiądz Maciej Płonczyński. Obiekt konsekrował biskup Stanisław Całowański. Od 1778 kościół objęli lazaryści, a stało się to za sprawą prymasa Michała Jerzego Poniatowskiego. W 1781 zakonnicy zainicjowali budowę obecnego kościoła (stąd wezwanie). Budowę skończono w 1790. Obiekt konsekrował 7 września 1800 biskup Onufry Szembek. Około 1867 przeniesiono do wsi z płockiego kościoła benedyktyńskiego i wmurowano w elewację tutejszego kościoła okazały portal (marmur chęciński) pochodzący z około 1632 i zaprojektowany przez Giovanniego Battistę Gisleniego. W 1887 ksiądz Józef Rościszewski dokonał odnowienia świątyni, m.in. przebudował fasadę w stylu neobarokowym. W 1926, w tym samym stylu, przebudowano ogrodzenie i dzwonnicę. Kościół został uszkodzony podczas II wojny światowej. Restauracji dokonano w 1948. Potem był ponownie remontowany. W 1962 wpisano go do rejestru zabytków.

## Architektura
Kościół jest murowany i orientowany. Na portalu z Płocka umieszczono trzy herby: rodu Wazów – Snopek, Nałęcz i Ostoja. Współfundatorem portalu był albo król Zygmunt III, albo król Władysław IV. Kościół jest najcenniejszym zabytkiem miejscowości.

## Wyposażenie
Kościół ma cztery ołtarze. Główny reprezentuje styl neogotycki, a boczne – barokowy. Feretron pochodzi z 1721. Na plebanii znajduje się kronika parafialna z początku XIX wieku.
Wewnątrz znajdują się tablice pamiątkowe:
- ku czci proboszczów: kanonika Józefa Rościszewskiego (proboszcz w latach 1887–1937) i Adama Wilkowskiego (proboszcz w latach 1937–1941), zamordowanych przez niemieckich nazistów w ich obozie koncentracyjnym w Działdowie,
- ku czci Władysława Czachorowskiego (ur. 26 czerwca 1893, zm. 14 lipca 1941), kierownika szkoły bądkowskiej, zamordowanego przez Niemców w ich obozie koncentracyjnym Mauthausen-Gusen,
- ku czci trzynastu mieszkańców wsi i okolic poległych w latach 1918–1920 na frontach I wojny światowej i wojny z bolszewikami,
- upamiętniająca ziemianina Teofila Srzednickiego (zm. 31 stycznia 1869)[5].

## Otoczenie
Niedaleko kościoła, ale za ogrodzeniem, znajduje się charakterystyczny grobowiec Macieja Kamińskiego (zm. 17 lipca 1850) i jego syna, Karola (zm. 29 stycznia 1858).